# Бехтемир-Аникино
Бехтемир-Аникино — посёлок в Бийском районе Алтайского края России. Входит в состав Новиковского сельсовета.

## География
Находится в юго-восточной части края, на юго-западном склоне Бийско-Чумышской возвышенности, на реке Бехтемир.
Климат
умеренный континентальный. Самый холодный месяц: январь (до −54 °C), самый тёплый: июль (до +39 °C). Годовое количество осадков составляет 450—500 мм.

## История
Возник в 1817 году, как форпост казаков на реке Бехтемирка.
Посёлок входит в муниципальное образование «Новиковский сельсовет» согласно муниципальной и административно-территориальной реформе 2007 года.

## Население
| 1997 | 1998 | 1999 | 2000 | 2001 | 2002 | 2003 | 2004 | 2005 |
| ---- | ---- | ---- | ---- | ---- | ---- | ---- | ---- | ---- |
| 151  | ↗177 | ↘176 | ↗177 | ↘161 | ↘136 | ↘129 | ↘117 | ↘112 |
| 2006 | 2007 | 2008 | 2009 | 2010 | 2011 | 2012 | 2013 |      |
| ↘111 | ↗112 | ↘109 | ↘101 | ↗131 | ↘128 | ↘120 | ↘119 |      |

национальный состав
Согласно результатам переписи 2002 года, в национальной структуре населения русские составляли 87 % от 166 жителей.

## Инфраструктура
До коллективизации, прошедшей после гражданской войны, в Бехтемир-Аникино имелись семилетняя школа, почта и народный дом
По официальным данным, в поселке нет врачебных и культурных учреждений. В центре поселения, селе Новиково, находится общеобразовательная школа, отделение «Почты России».
Развито скотоводство.

## Транспорт
Посёлок малодоступен из-за аварийного состояния моста через реку Козлачиху, которую пересекает просёлочная дорога .